# Chinatown (Liverpool)
Čínská čtvrť neboli Chinatown města Liverpool se nachází směrem na jih od centra města v okolí ulic Nelson Street, Berry Street a Duke Street. Liverpoolský Chinatown je prvním chinatownem založeným v Evropě. Můžeme zde nalézt mnoho čínských restaurací, supermarketů a trhů nebo suvenýrů. Vstup do čtvrti lemuje brána s největším obloukem svého druhu mimo území Číny.

## Historie
Na konci padesátých let 19. století mnoho Číňanů imigrovalo do Liverpoolu kvůli práci a to proto, že Alfred Holt and Company zaměstnával velké množství čínských námořníků při zřizování Blue Funnel Shipping Line. Liverpool tak navázal obchodní kontakt se Šanghají a Hongkongem, nejvíce se dovážela bavlna, hedvábí a čaj. Aby měli pracovníci kde bydlet, tak pro ně lodní společnost otevřela v blízkosti doků penziony. Někteří z čínských námořníků se usadili v části města poblíž doků kolem Cleveland Square, Pitt Street a Frederick Street. Od 90. let 19. století si zde postupně začali zakládat vlastní obchody, kavárny a penziony. Jeden z prvních čínských obchodů byl otevřen v Pitt Street.
Mnoho čínských mužů uzavřelo sňatek s místními čínskými ženami a usadili se. Na začátku první světové války tak bylo ve městě velké množství čínských námořníků. Jelikož námořníci neměli žádnou zábavu za kterou by utráceli peníze, často se shlukovali v hernách. Aby nehazardovali se svými mzdami, bylo roku 1917 otevřeno „Centrum péče o čínské námořníky“ na Bedford Street. To námořníkům poskytlo místo, kde se mohli shromažďovat, stýkat se a odvádět svou pozornost od heren. Po první světové válce se čínská populace v Liverpoolu začala pomalu šířit do vnitrozemí na Cornwallis Street, Dickenson Street, Kent Street a Greetham Street. Tou dobou bylo na Pitt Street asi čtrnáct různých podniků vlastněných Číňany, především podniků s jídlem.
Během 30. let 20. století plánovala rada nahradit všechna chátrající obydlí a skladiště v oblasti známé jako „čínská čtvrť“. Úpadek byl způsoben ekonomickou depresí té doby a následnou recesí lodního průmyslu, která způsobila nárůst počtu námořníků. Ale během druhé světové války německé bombardéry zničily Pitt Street, Cleveland Square a Frederick Street, což způsobilo, že se čínští osadníci přesunuli dále do vnitrozemí na Nelson Street, Great George Street, Upper Parliament Street, Duke Street a Berry Street. Dnes je čínská čtvrť stále soustředěna na Nelson Street, Duke Street a oblasti Berry Street, kde sídlí mnoho komunitních sdružení, čínský kostel evangelia, restaurace, supermarkety, knihkupectví atd.

## Oblouk
V roce 2000 byl na vrcholu Nelson Street postaven čínský obřadní oblouk, který se brzy stal místní dominantou a turistickou atrakcí. Konstrukce byla dovezena kus po kuse ze Šanghaje a poté rekonstruována řemeslníky z Číny. Na dřevěné a mramorové konstrukci je 200 draků se směsí zlaté, červené, zelené a čínské královské žluté barvy. Podloubí je 15 m vysoké, což činí oblouk největším v Evropě. Podle odborníků na Feng Shui má oblouk ochránit čínskou čtvrť před zlem a přinést do oblasti štěstí a bohatství.